# MXグランプリ
『MXグランプリ～異端芸人決定戦～』（エムエックス・グランプリ いたんげいにんけっていせん）は、東京メトロポリタンテレビジョン（以下、TOKYO MX）が2025年に開催するお笑いコンテスト。また、そのもようを放送するバラエティ番組、特別番組。

## 概要
開局30周年を迎えたTOKYO MXが初めて開催するお笑い賞レースで、現在の局のキャッチフレーズ「どこまでも！マニアッ9。」にも絡め、枠に囚われない型破りな芸人が「尖りすぎるネタ」や「激ヤバな個性」など笑いの破壊力で競い合う。優勝賞金は100万円。放送開始前は『MX-1グランプリ』の名称で告知されていたが、諸事情により改名を余儀なくされた。また、オンエアでは冠スポンサーが付き『のむシリカ presents MXグランプリ～異端芸人決定戦～』のタイトルとなる。
都内のライブハウスで行われていたお笑いコンテスト「お笑いJACKPOT」を観た番組プロデューサーが、「方向性がMXっぽい」と着想を得て企画した、いわゆる“地下芸人”を対象にした賞レースである。ただし番組内では基本的に“地下芸人”という表現は用いられず、出場する芸人については「異端芸人」や「カタヤブリな芸人」などと紹介する。
月ごとに4回開かれる予選大会では、先輩芸人やマネージャーから推薦を受けた芸人たちが事前オーディションを経て5組ずつ出場。3分間のネタを披露し、審査員4人が各100点・合計400点満点で採点するが、そのあとのフリータイム審査（審査員とのやり取りなど、いわゆる平場での実力）も加味し、全組登場後に審査員の話し合いで決勝進出者や次点（リザーバー）を決定する。
自薦ではなく他薦、つまり本人が応募できない選考方法も他の一般的なお笑い賞レースにはない特徴となっているが、これは賞レースの運営ノウハウに乏しいTOKYO MXが「自薦で募集を出したら、何千人ときてさばき切れなくなる」との関係者からのアドバイスによって生まれたものである。

## 出演
- MC - ケンドーコバヤシ、田中陽南（TOKYO MX キャスター）

各回の出場者、審査員は放送リストを参照。

## 放送リスト
芸名、所属等はいずれも放送時点のもの。日時は日本標準時（JST）。放送チャンネルはすべてTOKYO MX1。

### 4月ラウンド
- 放送日時 - 2025年4月27日(日) 19:00 - 20:00
- 審査員 - ハリウッドザコシショウ、くっきー!（野性爆弾）、マヂカルラブリー（野田クリスタル、村上）

| エントリーNo | 出場芸人       | 所属                 | 推薦人（コメント出演） | ネタ得点 | 審査結果 |
| ------------ | -------------- | -------------------- | ---------------------- | -------- | -------- |
| 1            | くじゃくだん   | TAP                  | ダンカン               | 253      | -        |
| 2            | 安原カラス     | マセキ芸能社         | 芝大輔（モグライダー） | 222      | -        |
| 3            | ボンボンハウス | 松竹芸能             | （なし）               | 272      | 次点     |
| 4            | フロントライン | 吉本興業（広島支社） | ザ・パンチ             | 217      | -        |
| 5            | 池城どんぐし   | 松竹芸能             | （なし）               | 365      | 優勝     |

### 5月ラウンド
- 放送日時 - 2025年5月25日(日) 19:00 - 20:00
- 審査員 - ハリウッドザコシショウ、くっきー!（野性爆弾）、久保田かずのぶ（とろサーモン）、伊藤俊介（オズワルド）

| エントリーNo | 出場芸人         | 所属        | 推薦人（コメント出演）        | ネタ得点 | 審査結果 |
| ------------ | ---------------- | ----------- | ----------------------------- | -------- | -------- |
| 1            | ムラムラタムラ   | 100company  | みなみかわ                    | 124      | 次点     |
| 2            | ちぇく田         | SMA         | アキラ100%                    | 276      | 次点     |
| 3            | はまこ・テラこ   | WAHAHA本舗  | おぼん（おぼん・こぼん）      | 195      | -        |
| 4            | マウンテンブック | TWIN PLANET | スーパー3助（にゃんこスター） | 143      | -        |
| 5            | 橋山メイデン     | 吉本興業    | インポッシブル                | 400      | 優勝     |

### 6月ラウンド
- 放送日時 - 2025年6月29日(日) 19:00 - 20:00
- 審査員 - ハリウッドザコシショウ、藤本敏史（FUJIWARA）、徳井義実（チュートリアル）、ふかわりょう

| エントリーNo | 出場芸人             | 所属                         | 推薦人（コメント出演）   | ネタ得点 | 審査結果 |
| ------------ | -------------------- | ---------------------------- | ------------------------ | -------- | -------- |
| 1            | サドドド             | 東京演芸協会                 | MCU（KICK THE CAN CREW） | 61       | -        |
| 2            | ジャジャジャジャーン | TWIN PLANET                  | 齊藤健太（サックス奏者） | 157      | -        |
| 3            | プーケットマーケット | ビクターミュージックアーツ   | 響                       | 192      | -        |
| 4            | ユビッジャ・ポポポー | ユビッジャ・ポーポレーション | 真空ジェシカ             | 241      | 次点     |
| 5            | 虹の黄昏             | （フリー）                   | トム・ブラウン           | 369      | 優勝     |

### 7月ラウンド
- 放送日時 - 2025年7月27日(日) 19:00 - 20:00
- 審査員 - ハリウッドザコシショウ、藤本敏史（FUJIWARA）、くっきー!（野性爆弾）、井口浩之（ウエストランド）

| エントリーNo | 出場芸人              | 所属                         | 推薦人（コメント出演）   | ネタ得点 | 審査結果 |
| ------------ | --------------------- | ---------------------------- | ------------------------ | -------- | -------- |
| 1            | ふとっちょ☆カウボーイ | ラフィーネプロモーション     | 街裏ぴんく               | 125      | 次点     |
| 2            | ケビン                | ニュースタッフプロダクション | HARU（ダンサー）         | 60       | -        |
| 3            | 承子クラーケン        | （フリー）                   | 新道竜巳（馬鹿よ貴方は） | 301      | 優勝     |
| 4            | 高田柾希              | （フリー）                   | イクト（イチゴ）         | 234      | 次点     |
| 5            | TEAM近藤              | 吉本興業                     | ニューヨーク             | 209      | -        |

### 決勝大会
- 放送日時 - 2025年9月6日(土) 19:00 - 21:00 【生放送予定】
- 審査員 - ハリウッドザコシショウ、徳井義実（チュートリアル）、野田クリスタル（マヂカルラブリー）、ヒコロヒー
- スタジオリポーター - 村上（マヂカルラブリー）
- 会場 - レモンスタジオ

## 主なスタッフ
- ナレーター - 三村ロンド
- 構成 - 藤井直樹、佐藤篤志／垣端艦
- ブレーン - 元祖爆笑王
- 監修D - 岩崎容祐
- ディレクター - 小笠原史弥
- 演出 - 飯山将
- プロデューサー - 北澤史隆、山根祐樹、織田功士（吉本興業）、福島和弘（カメレオンフィルム）
- 総合プロデューサー - 山本雅士
- 制作協力 - 吉本興業株式会社、カメレオンフィルム
- 製作著作 - TOKYO MX